# Friedrich Dollmann
Friedrich Dollmann (2. februar 1882 – 28. juni 1944) var en tysk general under 2. verdenskrig, mest kendt for sin indsats under invasionen i Normandiet. 
Født i 1882, forblev Dollmann i Reichswehr efter at have gjort tjeneste i 1. verdenskrig og fik med tiden kommandoen over Mobiliseringsdistrikt 4 i 1936. Kort efter starten på 2. Verdenskrig blev han forfremmet til generaloberst og fik kommandoen over 7. Armé som han førte gennem det seks uger lange felttog mod Frankrig. Dollmann fik til opgave at opretholde besættelsen af Frankrig og han førte tilsynet med forsvaret af Bretagne og Normandiet i 1944. Han forventede en allieret invasion i starten af juni, men sænkede beredskabet da vejret blev dårligt den 4. juni. Mens han deltog i en kortbordsøvelse den 5.-6. juni blev hans styrke i Normandiet ramt af de fleste af tabene under det indledende angreb. Dollmann fortsatte med at modstå de allierede angreb indtil sin død den 28. juni 1944, hvor han havde fået at vide, at han ville blive stillet for en krigsret på grund af Cherbourgs fald. Kilderne er ikke enige om hvordan Dollmann døde. Nogle kilder taler om et hjerteanfald, mens andre hævder at han begik selvmord med gift. Han blev efterfulgt af SS-Obergruppenführer Paul Hausser.

## Æresbevisninger
- Jernkorset (1914) II. og I. klasse
- Bayerske Prinz-Regent-Luitpold Jubiläums-Medaille
- Bayerske Militärverdienstorden IV klasse med sværd
- Bayerske Militärverdienstorden II klasse
- Ehrenkreuz des Weltkrieges
- Wehrmacht-Dienstauszeichnung IV til I Klasse
- 1939 kæde til Jernkorset II og I Klasse
- Ridderkors til Jernkorset med egeløv
  - Ridderkors (24. juni 1940)
  - Egeløv (1. juli 1944)